# Politique chrétienne évangélique en Amérique latine

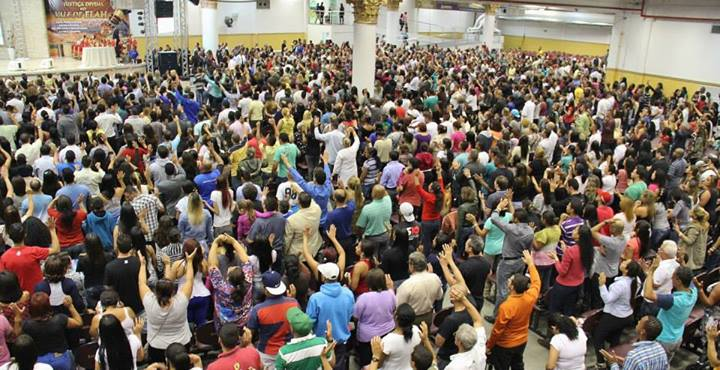
Église évangélique au Brésil

La politique chrétienne évangélique en Amérique latine fait référence à l'influence politique et à l'activisme croissants de la communauté chrétienne évangélique dans la région,. Marginale au départ, plusieurs reportages et analystes politiques ont souligné le poids important de cette communauté et son impact sur la politique électorale, contribuant même aux victoires électorales des candidats conservateurs,,. Ce mouvement se caractérise généralement par un fort conservatisme culturel (même selon les normes latino-américaines) et une forte opposition au mariage homosexuel, aux droits des LGBT, à la légalisation de l'avortement, à la légalisation des drogues et de la marijuana, à l'« idéologie du genre » et à la politique identitaire, au contrôle des armes à feu et au mondialisme,. Certains peuvent avoir des positions anticommunistes et antisocialistes fortes et soutenir des idées capitalistes néolibérales prônant le libre marché, en partie à cause de la théologie de la prospérité à laquelle beaucoup adhèrent,,. Les théories du complot telles que le marxisme culturel et le Nouvel ordre mondial se sont avérées populaires au sein de leur base. Les évangéliques sud-américains ont également tendance à adhérer au sionisme chrétien et à soutenir Israël, en appuyant des politiques telles que le transfert des ambassades de leurs pays à Jérusalem,,,,,.
Certains ont également été décrits comme des partisans de la peine de mort, de l'extrémisme, de la « lutte contre la criminalité », du créationnisme et de l'opposition à l'enseignement des théories scientifiques de l'évolutionnisme et du Big Bang dans les écoles,, les châtiments corporels pour les enfants et des lois plus sévères pour les délinquants juvéniles. Leurs opposants les plus critiques soulignent qu'ils ont des idées d'extrême droite, fondamentalistes, théocratiques, antidémocratiques et autoritaires qui veulent remplacer la démocratie par la théocratie,.

## Histoire
Les groupes missionnaires protestants, principalement issus du mouvement charismatique originaire du sud profond des États-Unis, ont été délibérément introduits dans le cadre d'une stratégie de Washington, en particulier sous les administrations républicaines, afin de réduire l'influence des mouvements catholiques de gauche tels que la théologie de la libération (qui était populaire parmi de nombreux partis politiques et guérillas d'extrême gauche) et les partis chrétiens sociaux et démocrates chrétiens plus modérés,. Selon le blogueur catholique Jorge Rondón dans son article La propagation du protestantisme faisait partie du plan de guerre de la CIA pour l'Amérique du Sud, le président américain Richard Nixon a encouragé l'introduction de missions protestantes à la suite d'un mémo de 1969 reçu par le vice-président de l'époque, Nelson Rockefeller, déclarant : « l'Église catholique n'est plus un allié en qui les États-Unis peuvent avoir confiance ». C'est ce que confirme Wade Clark Roof dans son livre World Order and Religion. L'archevêque guatémaltèque Prospero Penados a également reproché aux États-Unis d'encourager et de parrainer l'évangélisme au Guatemala pour des raisons, selon lui, plus politiques que religieuses, affirmant que « la propagation du protestantisme au Guatemala fait davantage partie d'une stratégie économique et politique » visant à s'opposer à la « doctrine de justice sociale » des catholiques.
Au cours des dernières décennies, l'Église catholique a perdu des fidèles, dont certains sont devenus irréligieux, agnostiques ou athées. Certains se sont également tournés vers des religions alternatives telles que le bouddhisme, l'islam et les nouveaux mouvements religieux ; mais une grande partie des anciens catholiques, en particulier ceux issus des milieux pauvres et des classes inférieures, ont rejoint les Églises évangéliques, et les mouvements néo-pentecôtistes et charismatiques se sont avérés populaires parmi les convertis. Le néo-pentecôtisme est également devenu populaire parmi les classes populaires et les secteurs les plus négligés de la société, en particulier les habitants des zones très pauvres et périphériques, qui voient dans les idées des Églises sur la croissance économique par la foi une opportunité de mobilité sociale. Quoi qu'il en soit, la croissance des évangélistes a été rapidement suivie par leur nouveau poids politique et électoral, avec de nouvelles formes d'activisme politique et même la création de partis politiques spécifiques liés à leurs communautés. Le dictateur guatémaltèque Efraín Ríos Montt a été l'un des premiers chrétiens évangéliques à accéder au pouvoir dans l'histoire de l'Amérique latine,.
Parmi les exemples de ces mouvements, on peut citer le soutien de la communauté chrétienne évangélique à Jimmy Morales (lui-même évangélique) au Guatemala, Juan Orlando Hernández au Honduras, Mauricio Macri en Argentine, Sebastián Piñera au Chili, l'opposition évangélique au référendum sur l'accord de paix colombien est considérée par beaucoup comme un élément central de son rejet, tout comme le soutien des partis évangéliques à la destitution de Dilma Rousseff au Brésil. Parmi les pays où les candidats soutenus par les évangéliques sont notoires, citons le Venezuela, où le pasteur Javier Bertucci s'est présenté aux élections, le Costa Rica, où le prédicateur et chanteur de gospel Fabricio Alvarado s'est présenté au second tour de l'élection présidentielle de 2018 et au Brésil, où les chrétiens évangéliques ont joué un rôle déterminant dans la victoire de Jair Bolsonaro,,,.
Toutefois, dans certains pays, l'alliance s'est faite avec la gauche. L'Organisation pour un renouveau authentique (es) est un parti politique évangélique vénézuélien, membre du Grand Pôle patriotique officiel du président Nicolás Maduro. Daniel Ortega était également soutenu par des pasteurs évangéliques au Nicaragua et son épouse et vice-présidente Rosario Murillo a des liens avec les Églises évangéliques. Le Parti du combat solidaire au Mexique est également lié officieusement à la communauté évangélique mexicaine (puisque la Constitution mexicaine interdit l'existence de partis confessionnels) et est membre de la coalition Ensemble nous ferons l'Histoire qui a soutenu la personnalité de gauche Andrés Manuel López Obrador, une décision qui a suscité des critiques parce qu'il s'agissait d'une coalition avec deux partis de gauche.

## Positions
Ce mouvement se caractérise généralement par un conservatisme culturel marqué (même selon les normes latino-américaines) et une forte opposition au mariage homosexuel, aux droits LGBT, à la légalisation de l'avortement, à la libéralisation des drogues et à la légalisation de la marijuana, à l'« idéologie du genre » et à la politique identitaire, au contrôle des armes à feu et au mondialisme,. Certains peuvent avoir de fortes positions anticommunistes et antisocialistes et soutenir des idées capitalistes néolibérales et favorables au libre marché, en partie à en raison de la théologie de la prospérité à laquelle beaucoup adhèrent,. Certaines théories du complot se sont avérées populaires auprès de sa base.
Les catholiques d'Amérique latine ont tendance à être relativement plus à gauche en matière d'économie en raison des enseignements traditionnels de la doctrine sociale catholique et de la démocratie chrétienne,. Les chrétiens évangéliques, quant à eux, sont principalement issus du mouvement néo-pentecôtiste et croient donc en la théologie de la prospérité, qui justifie la plupart de leurs idées économiques néolibérales.

## Positions politiques par rapport à d'autres groupes

### Par rapport aux catholiques
- Conservatisme social : selon le Pew Research Center, « bien que l'Église catholique s'oppose à l'avortement et au mariage homosexuel, les catholiques d'Amérique latine ont tendance à être moins conservateurs que les protestants sur ce type de questions sociales. En moyenne, les catholiques sont moins moralement opposés à l'avortement, à l'homosexualité, aux moyens artificiels de contrôle des naissances, aux relations sexuelles hors mariage, au divorce et à la consommation d'alcool que les protestants »[20].
- Évolution : les catholiques sont plus enclins à accepter l'évolutionnisme que les protestants[30],[31].
- Libéralisme économique : en général, les Latino-américains adhèrent aux principes de l'économie de marché[4], mais les catholiques ont également tendance à être plus progressistes sur le plan économique et à soutenir une position plus à gauche et plus favorable à l'État-providence[32],[28],[29] à des degrés divers, de la théologie de la libération d'extrême gauche, qui persiste dans de nombreux partis de gauche, à des positions chrétiennes sociales et démocrates chrétiennes plus modérées[4]. Les évangéliques, quant à eux (bien qu'il y ait des exceptions), ont tendance à être économiquement à droite, fermement anticommunistes et favorables à l'économie libérale et au capitalisme[4],[28],[29].
- Classe sociale : en Amérique latine, la plupart des néo-pentecôtistes et autres évangélistes appartiennent principalement à la classe ouvrière et aux groupes à faibles revenus, tandis que le catholicisme reste répandu dans les classes moyennes et supérieures, ainsi que parmi les professions libérales et l'élite politique[20].
- Sionisme chrétien : la position des catholiques sur le conflit israélo-arabe peut varier considérablement. Si les catholiques sont souvent de fervents partisans d'Israël, l'antisionisme est également répandu tant à l'extrême gauche (en particulier dans la théologie de la libération et chez les catholiques chrétiens de gauche) qu'à l'extrême droite (traditionalistes[33], sédévacantistes[34], etc.). Le Vatican a sa représentation diplomatique auprès d'Israël à Tel-Aviv et reconnaît la Palestine, en préconisant une solution à deux États, de sorte de que de nombreux catholiques centristes suivent ces lignes[35],[36]. D'autre part, les chrétiens évangéliques tendent à être majoritairement pro-israéliens en raison de leur sionisme chrétien et soutiennent la reconnaissance de Jérusalem comme leur capitale[2],[7],[37],[38],[39],[40].

### Par rapport aux athées et agnostiques
Les athées, les agnostiques et les personnes sans religion constituent le troisième groupe le plus important en Amérique latine, derrière les catholiques et les protestants. Il y a peu de points communs avec le conservatisme néo-pentecôtiste. Bien qu'il y ait des exceptions, les personnes non religieuses d'Amérique latine ont tendance à être fortement libérales sur le plan culturel (en), généralement plus que la moyenne des Latino-américains, sont beaucoup plus susceptibles de soutenir des sujets tels que la laïcité, l'avortement, le mariage homosexuel et le contrôle des naissances que leurs homologues chrétiens et, en particulier, que la communauté néo-pentecôtiste. Les non-religieux sont également beaucoup plus favorables à la Palestine qu'à Israël et proviennent principalement des classes moyennes et supérieures, notamment des milieux intellectuels. Si, en économie et en politique, les personnes non religieuses peuvent également soutenir des idées de droite, libérales et économiquement conservatrices, il est également plus fréquent que les laïcs se situent plutôt à gauche et au centre gauche de l'échiquier politique,.

### Par rapport aux autres religions
Au Brésil, la communauté spirite (es) a critiqué l'évangélisme pour ses positions en matière d'économie et de droits de l'homme, prônant des positions plus proches du progressisme et de la justice sociale,. La communauté musulmane du Brésil, bien que socialement conservatrice, tend à être plus progressiste sur le plan économique (es), et est divisée de la même manière dans son soutien à Donald Trump et Jair Bolsonaro.

## Cas de corruption

### Brésil
D'éminents politiciens pentecôtistes brésiliens ont été impliqués dans des affaires de corruption et de violation de la loi. Depuis 2007, le pasteur adjoint fédéral Magno Malta a été impliqué dans de nombreux scandales, notamment des détournements de fonds, du népotisme, des pots-de-vin et l'émission de fausses factures,,,,.
En 2012, le pasteur Everaldo Pereira est condamné à verser à son ex-femme, Katia Maia, une indemnité de 85 000 R$ (26 350 dollars) pour préjudice matériel et moral. Le pasteur Everaldo a demandé à la Cour de justice de Rio de Janeiro (TJ-RJ) d'annuler la décision et a été acquitté par la Cour suprême fédérale. En 2013, l'ex-femme de M. Pereira a déposé une nouvelle plainte devant la Cour supérieure de justice (STJ), alléguant que le pasteur avait commis des violences physiques, suivies de menaces de mort. Katia Maia a déclaré qu'au cours de l'agression, il y avait eu « des coups de pied et des coups de poing, qui ont provoqué une perforation de [son] tympan ». Le pasteur Pereira, quant à lui, a déclaré avoir agi en état de légitime défense après une course-poursuite dans les rues de Rio de Janeiro.
Le pasteur adjoint fédéral Marco Feliciano, l'un des noms les plus en vue du PSC, a affirmé que les Africains avaient été maudits par Noé, ce qui a donné lieu à des accusations de racisme,.
Son chef de cabinet a été accusé de tentative de viol et d'agression par Patricia Lelis, 22 ans, une militante du PSC qui fréquentait la même église que le pasteur. Son adjointe, Talma Bauer, a été arrêté parce qu'il était initialement soupçonné d'avoir kidnappé la jeune femme et l'avoir forcée à enregistrer des vidéos défendant le chef de cabinet afin de rejeter la plainte initiale,. Après une enquête de police, Bauer a été libérée et la police civile de São Paulo a conclu qu'il n'y avait pas eu d'enlèvement ou d'agression et a demandé l'arrestation de Patrícia Lélis pour les délits de dénonciation calomnieuse et d'extorsion de fonds à l'encontre de Bauer.

### Guatemala
En janvier 2017, Samuel « Sammy » Morales, le frère aîné et proche conseiller du président guatémaltèque Jimmy Morales, dont le slogan de campagne était « ni corrompu ni effronté », ainsi que l'un des fils de Morales, José Manuel Morales, ont été arrêtés pour corruption et blanchiment d'argent,. Selon les médias, ces arrestations ont déclenché plusieurs grandes manifestations rassemblant jusqu'à 15 000 personnes et exigeant la destitution du président Morales,,.
Jimmy Morales a ordonné l'expulsion du Colombien Iván Velásquez, commissaire de la Commission internationale contre l'impunité au Guatemala (CICIG), après qu'il a commencé à « enquêter sur des allégations selon lesquelles son parti aurait reçu des dons illégaux, notamment de la part de trafiquants de drogue » et a demandé « au Congrès de lui retirer son immunité procédurale »,. Après que le ministre des Affaires étrangères Carlos Raúl Morales ait refusé de signer le décret, il a été démis de ses fonctions ainsi que le vice-ministre des Affaires étrangères Carlos Ramiro Martínez. La Cour constitutionnelle du Guatemala a finalement bloqué la mesure.
En outre, l'ancien ministre Édgar Gutiérrez a accusé Jimmy Morales d'avoir abusé sexuellement de jeunes employées de la fonction publique avec la complicité d'autres fonctionnaires.

## Partis politiques
| País       | Partido                                     |
| ---------- | ------------------------------------------- |
| Brésil     | Parti social-chrétien                       |
| Brésil     | Patriota                                    |
| Brésil     | Républicains                                |
| Colombie   | Mouvement indépendant de rénovation absolue |
| Colombie   | Colombia Justa Libres                       |
| Costa Rica | Parti Restauration nationale                |
| Costa Rica | Rénovation costaricienne (es)               |
| Costa Rica | Alliance démocrate-chrétienne (es)          |
| Costa Rica | Parti nouvelle république                   |
| Mexique    | Parti du combat solidaire                   |
| Pérou      | Front populaire agricole du Pérou           |
| Pérou      | Restauration nationale                      |
| Venezuela  | Organisation renouveau authentique (es)     |

### Coalitions
En Colombie, bien que fondée sur deux partis chrétiens non catholiques, une coalition politique et électorale a été formée pour représenter les diverses variantes du secteur religieux, sous le nom de Nos Une Colombia (es).